# 筒穴甲属
筒穴甲属（学名：Teredolaemus）是鞘翅目筒穴甲科下的一个属，全世界已知有26个现生种，大多生活在热带地区。主要分布在非洲（包括马达加斯加）、亚洲、印度北部、日本和澳大利亚等地区。。